# أولاد علوان (السهول)
أولاد علوان هي إحدى مشيخات المملكة المغربية، تتبع جغرافيا لعمالة سلا وإداريًا لالسهول. يقدر عدد سكانها بـ 2508 نسمة حسب الإحصاء الرسمي للسكان والسكنى لسنة 2004.